# Bisamberg
Bisamberg là một thị xã thuộc huyện Korneuburg, Áo.